# Neoaviola
Neoaviola insolens es una especie de araña araneomorfa de la familia Hahniidae. Es la única especie del género monotípico Neoaviola.

## Distribución
Es nativa de Victoria en Australia.